# Cantón de Castelnau-Magnoac
El cantón de Castelnau-Magnoac era una división administrativa francesa, que estaba situada en el departamento de Altos Pirineos y la región de Mediodía-Pirineos.

## Composición
El cantón estaba formado por veintinueve comunas:
- Aries-Espénan
- Arné
- Barthe
- Bazordan
- Betbèze
- Betpouy
- Campuzan
- Castelnau-Magnoac
- Casterets
- Caubous
- Cizos
- Devèze
- Gaussan
- Guizerix
- Hachan
- Lalanne
- Laran
- Larroque
- Lassales
- Monléon-Magnoac
- Monlong
- Organ
- Peyret-Saint-André
- Pouy
- Puntous
- Sariac-Magnoac
- Thermes-Magnoac
- Vieuzos
- Villemur

## Supresión del cantón de Castelnau-Magnoac
En aplicación del Decreto nº 2014-242 de 25 de febrero de 2014, el cantón de Castelnau-Magnoac fue suprimido el 22 de marzo de 2015 y sus 29 comunas pasaron a formar parte, veintiocho del nuevo cantón de Las Laderas y una al nuevo cantón de El Valle de la Barousse.